# Bronzen Kruis
Het Bronzen Kruis  is een Nederlandse koninklijke onderscheiding die is ingesteld bij Koninklijk Besluit van 11 juni 1940.

## Achtergrond
Het Bronzen Kruis wordt verleend aan hen die "moedig of beleidvol" optraden tegenover de vijand. De onderscheiding kan overigens ook toegekend worden aan Nederlandse burgers en buitenlanders, die aan deze eisen voldoen. De onderscheiding moet dus aan het front of in een of andere wijze "oog in oog met de vijand" worden verdiend. Het Bronzen Kruis werd ingesteld in twee gradaties, met en zonder Eervolle Vermelding.
In eerste instantie werd het kruis alleen verleend aan militairen, maar later ook aan koopvaardijpersoneel en andere burgers omdat het karakter van de Tweede Wereldoorlog met zich meebracht dat de koopvaardij, maar ook veel burgers, zich in de vuurlinie terugvonden.
Voordrachten voor het toekennen van een Bronzen Kruis kunnen gericht worden aan de Commissie Dapperheidsonderscheidingen van het Ministerie van Defensie. Uiteindelijk wordt het Bronzen Kruis dan toegekend bij een koninklijk besluit.
Zij, aan wie het Bronzen Kruis reeds eenmaal werd toegekend en die als gevolg van gelijkwaardige daden wederom in aanmerking komen voor deze onderscheiding, dragen het Arabische cijfer 2 in goud op het lint. Bij een volgende gelijkwaardige daad kan dit worden verhoogd tot 3 en zo verder.

## Uiterlijk
Het kruis is een bronzen kruis pattée met aan de voorzijde het gekroonde en met een lauwerkrans omringde Koninklijke monogram W.
Op de keerzijde staan de woorden "Trouw aan Koningin en Vaderland" en het jaartal "1940".
Het lint is oranje met een smalle Nassaus blauwe middenstreep.

## Ontvangers
Sinds de invoering hebben 3497 mensen het Bronzen Kruis ontvangen. Het Bronzen Kruis leek voor het laatst uitgereikt te zijn in 1963, en wel aan ex-politiefunctionaris Dekker op grond van diens "veelvuldig beleidvol optreden bij de opsporing en bestrijding van vijandelijke parachutisten" in voormalig Nederlands-Nieuw-Guinea.
- Op 23 januari 2002 werd het Bronzen Kruis onverwacht weer verleend en wel aan Korporaal der mariniers D.A. Vonk, ten tijde van zijn heldendaad marinier der eerste klasse, voor heldhaftig optreden in Cambodja.
- Op 7 oktober 2009 werd de onderscheiding toegekend aan drie Nederlandse soldaten vanwege hun moedige optreden in Uruzgan, Afghanistan: Eerste luitenant Alex Spanhak, kapitein Arthur en sergeant-majoor Maurice (de laatste twee alleen genoemd met hun voornaam vanwege hun operationele status).
- Op 14 april 2010 ontvingen drie mariniers, twee commando's en een infanterist het Bronzen Kruis.[3]
- Op 17 april 2013 ontvingen twee mariniers en vier commando's een Bronzen Kruis voor optreden in 2009 in Uruzgan.[4]
- Op 14 mei 2014 ontvingen een sergeant-majoor der mariniers, een commando en een genist van de luchtmobiele brigade het Bronzen Kruis voor operaties in Afghanistan.[5]
- Op 22 oktober 2015 ontving een sergeant der mariniers het Bronzen Kruis voor deelname aan een anti-piraterijoperatie voor de kust van Somalië.[1]

Sinds 2002 hebben in totaal 20 militairen het Bronzen Kruis ontvangen voor hun inzet tijdens vredesoperaties.

## Versies van het Bronzen Kruis
Er bestaan vier versies van het Bronzen Kruis

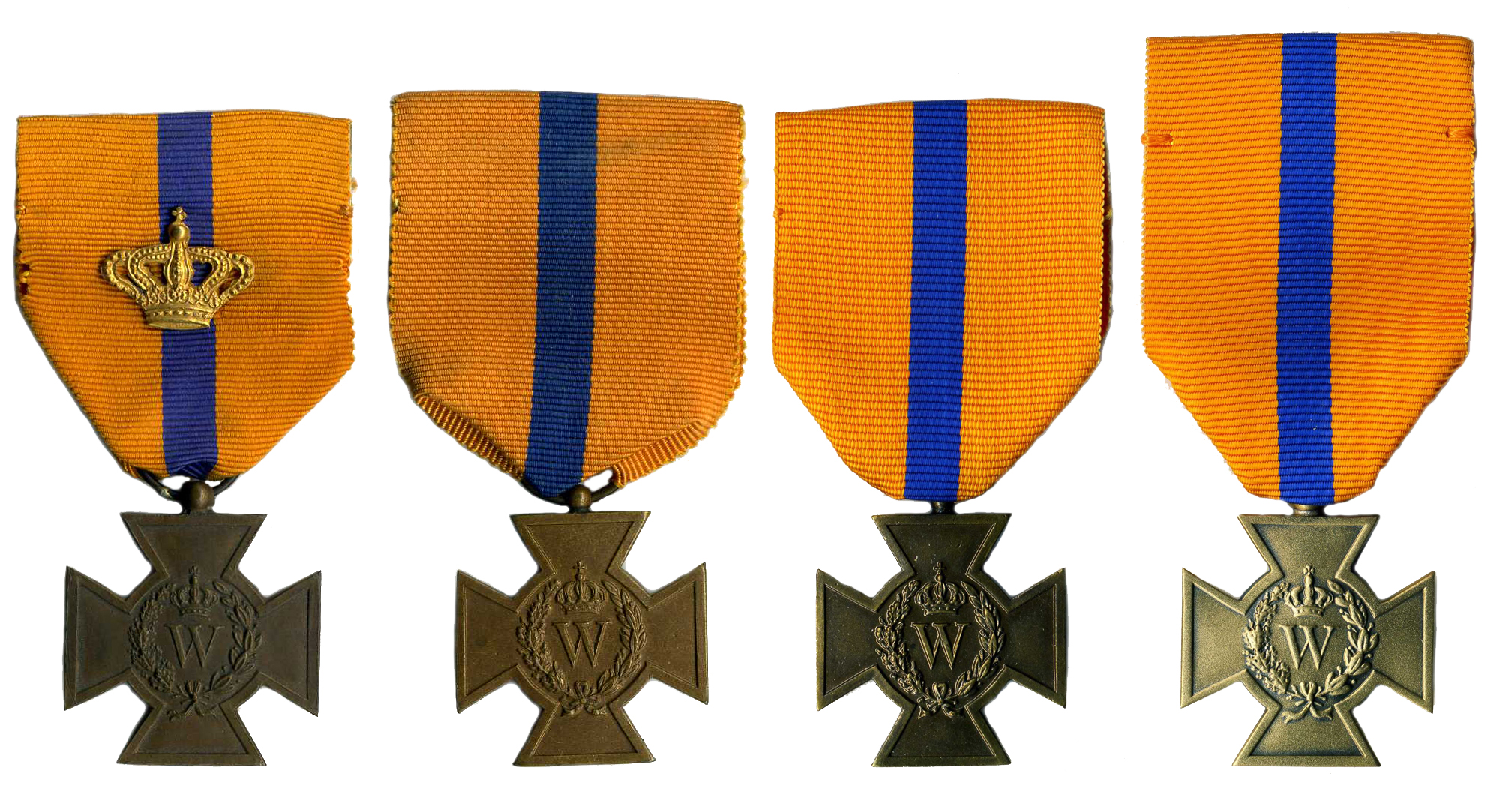
Bronzen Kruis 4 versies voorzijde v.l.n.r. Spink, Gaunt, Rijksmunt "koningin", Rijksmunt "koning".
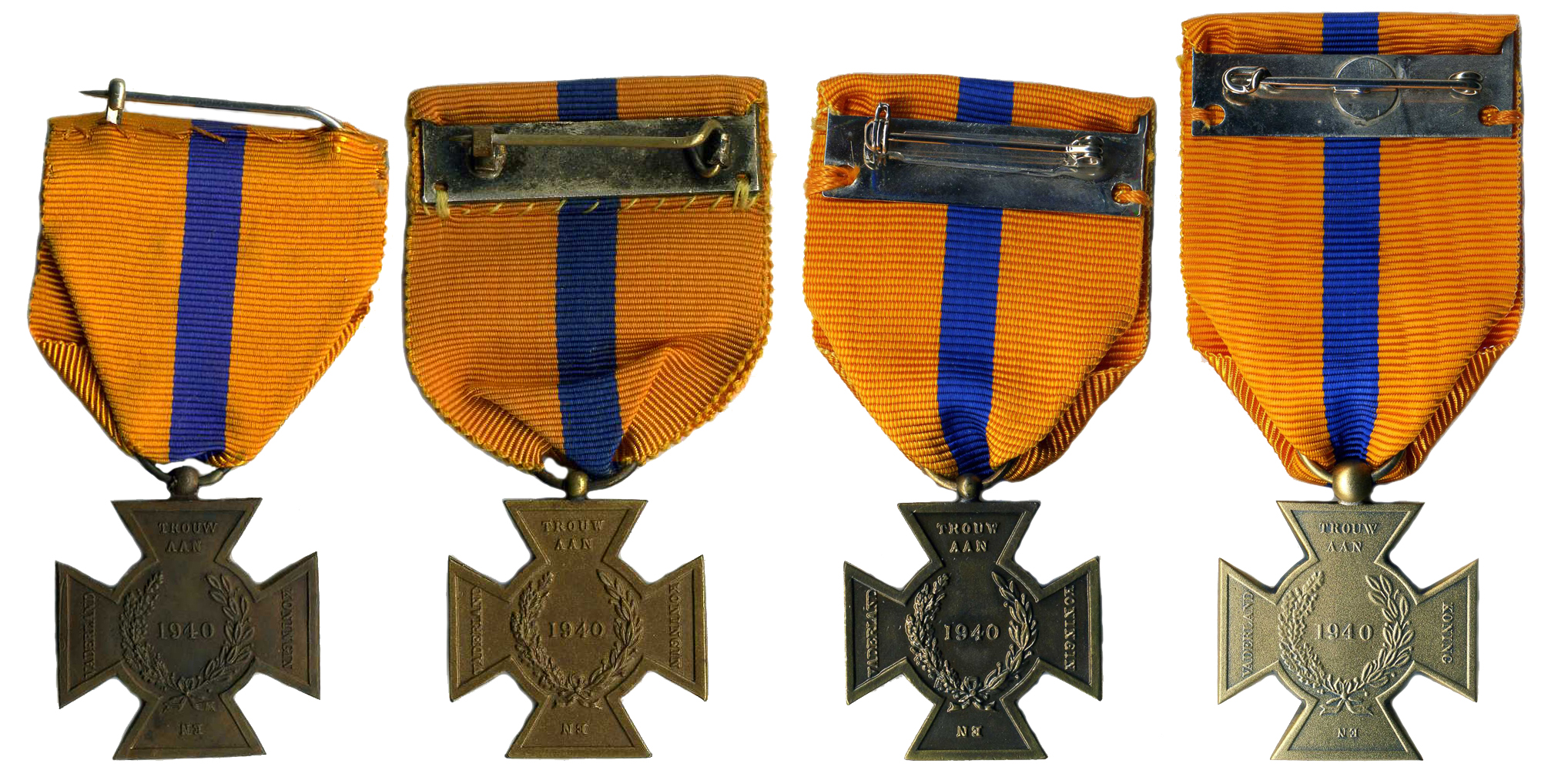
Bronzen Kruis 4 versies achterzijde v.l.n.r. Spink, Gaunt, Rijksmunt "koningin", Rijksmunt "koning".

### Type 1 Spink
De versie van Spink kenmerkt zich door een donkerbruine doffe bronzen patina. De voorzijde heeft een kleine kroon en een dun gestileerde W. Het lint van de lauwerkrans waaiert asymmetrisch uit. De achterzijde kenmerkt zich door de rechter lauwerkrans die duidelijk gedetailleerd is en breed uitwaaiert. Het woord “aan” op de bovenste arm staat excentrisch iets naar links ten opzichte van het daarboven geplaatste woord “trouw”. De gesp is, typisch voor Spink, ingenaaid in het lint. De doos is donkerblauw, zonder voorgevormde blauwe voering. De gesp kan in de voering geklemd worden zodat de medaille in de doos gefixeerd is. In het deksel staat de naam en het wapen van de firma Spink. Op het deksel is een gouden rand aangebracht.

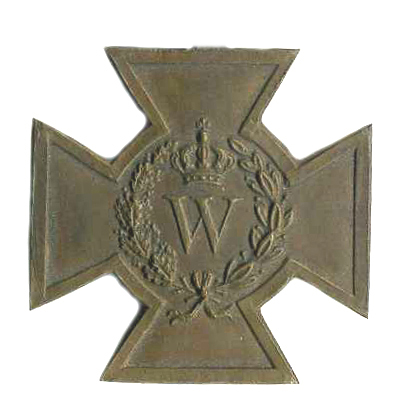
Bronzen Kruis Spink voorzijde
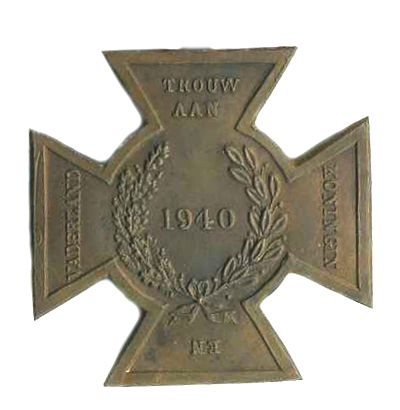
Bronzen Kruis Spink achterzijde

### Type 2 Gaunt
De versie van Gaunt kenmerkt zich door een lichtbruine doffe bronzen patina. De voorzijde heeft een grotere (dan Spink) kroon, een forser gestileerde W en het lint van de lauwerkrans waaiert symmetrisch uit. De achterzijde kenmerkt zich door de rechter lauwerkrans die minder duidelijk (dan Spink) gedetailleerd is en smaller uitwaaiert. Het woord “aan” op de bovenste arm staat symmetrisch onder het daarboven geplaatste woord “trouw”. De gesp is, typisch voor Gaunt, op het lint genaaid. De doos is bordeauxrood met een lichtbeige voorgevormde voering. De medaille ligt los in de doos. In het deksel staan de naam en het wapen van de firma Gaunt. Op het deksel is een dunne gouden rand aangebracht.

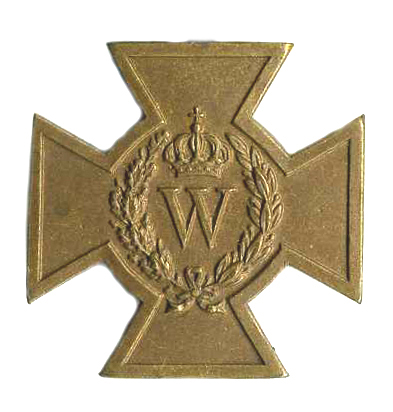
Bronzen Kruis Gaunt achterzijde
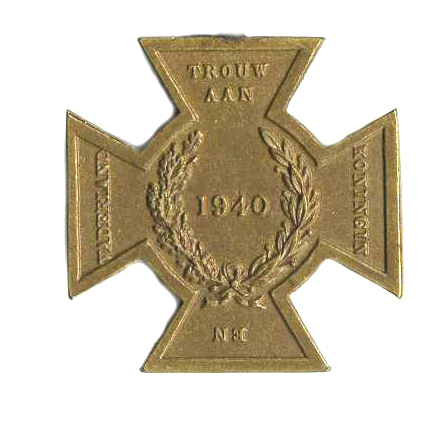
Bronzen Kruis Gaunt achterzijde

### Type 3 Rijks Munt “koningin”
Deze versie is in productie sinds 2000 en kenmerkt zich door een glanzende patina die tussen brons en messing in ligt. Het ontwerp doet verder in de details sterk denken aan dat van Gaunt. De voorzijde heeft een grotere (dan Spink) kroon, een forser gestileerde W en het lint van de lauwerkrans waaiert symmetrisch uit. De achterzijde kenmerkt zich door de rechter lauwerkrans die minder duidelijk (dan Spink) gedetailleerd is en smaller uitwaaiert. Het woord “aan” op de bovenste arm staat symmetrisch onder het daarboven geplaatste woord “trouw”. De ingeslagen kenmerken zijn identiek aan de versie van Gaunt, waardoor voor het ontwerp van deze versie van het Bronzen Kruis waarschijnlijk een versie van Gaunt gebruikt is. De gesp is typisch voor de modernere medailles van de Rijksmunt: een brede metalen plaat met daarop de gesp gelijmd die in zijn geheel op het lint genaaid is. De doos is de algemene moderne doos voor koninklijke onderscheidingen. De doos is van donkerblauw plastic met een zilverkleurige kroon op de voorzijde. De voering is in het deksel geroomd wit gekleurd met daarop de tekst “Kanselarij der Nederlandse Orden ’s-Gravenhage”. De medaille ligt op een donkerblauwe vilten voering en kan met de gesp gefixeerd worden in een snede in de voering.

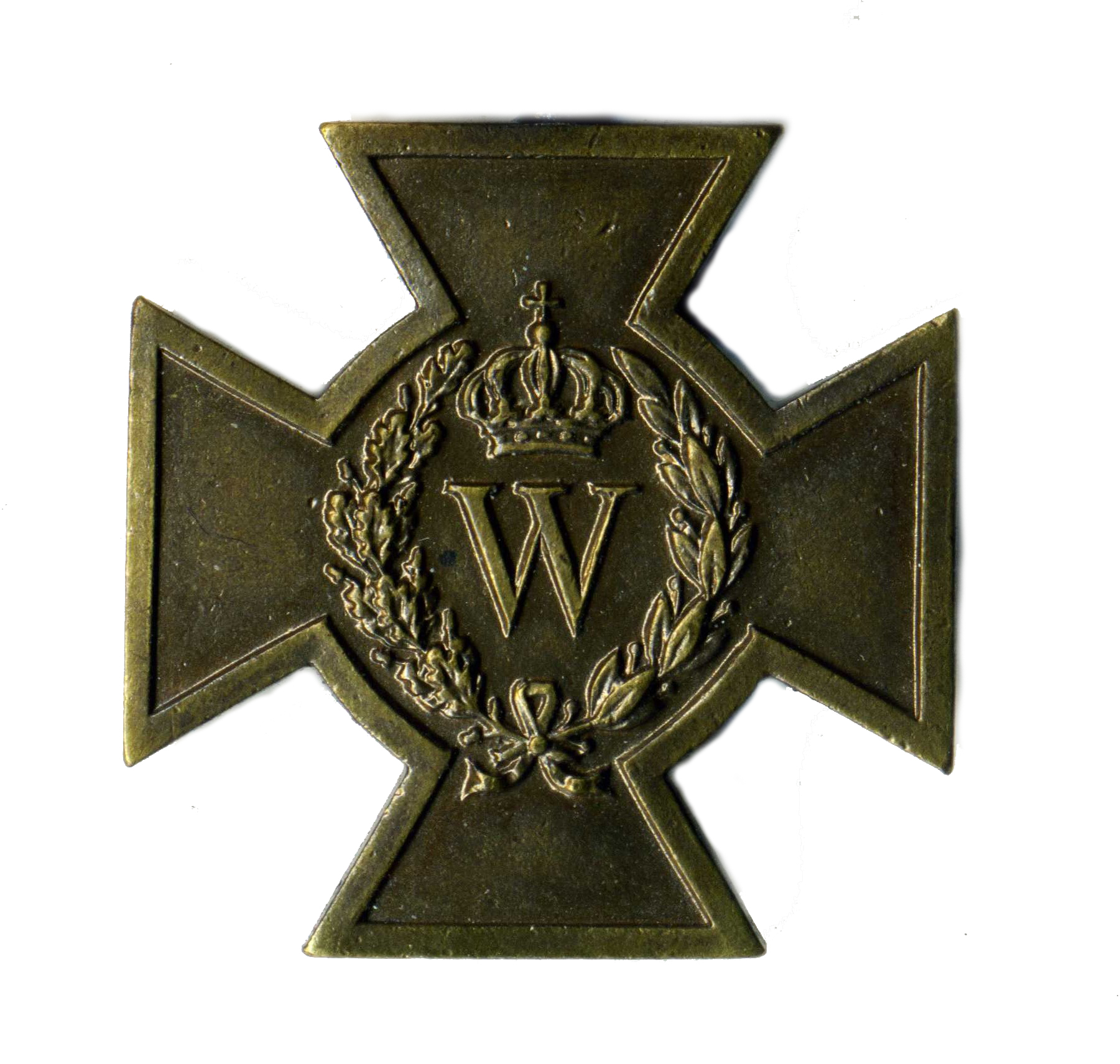
Bronzen Kruis Rijksmunt koningin voorzijde
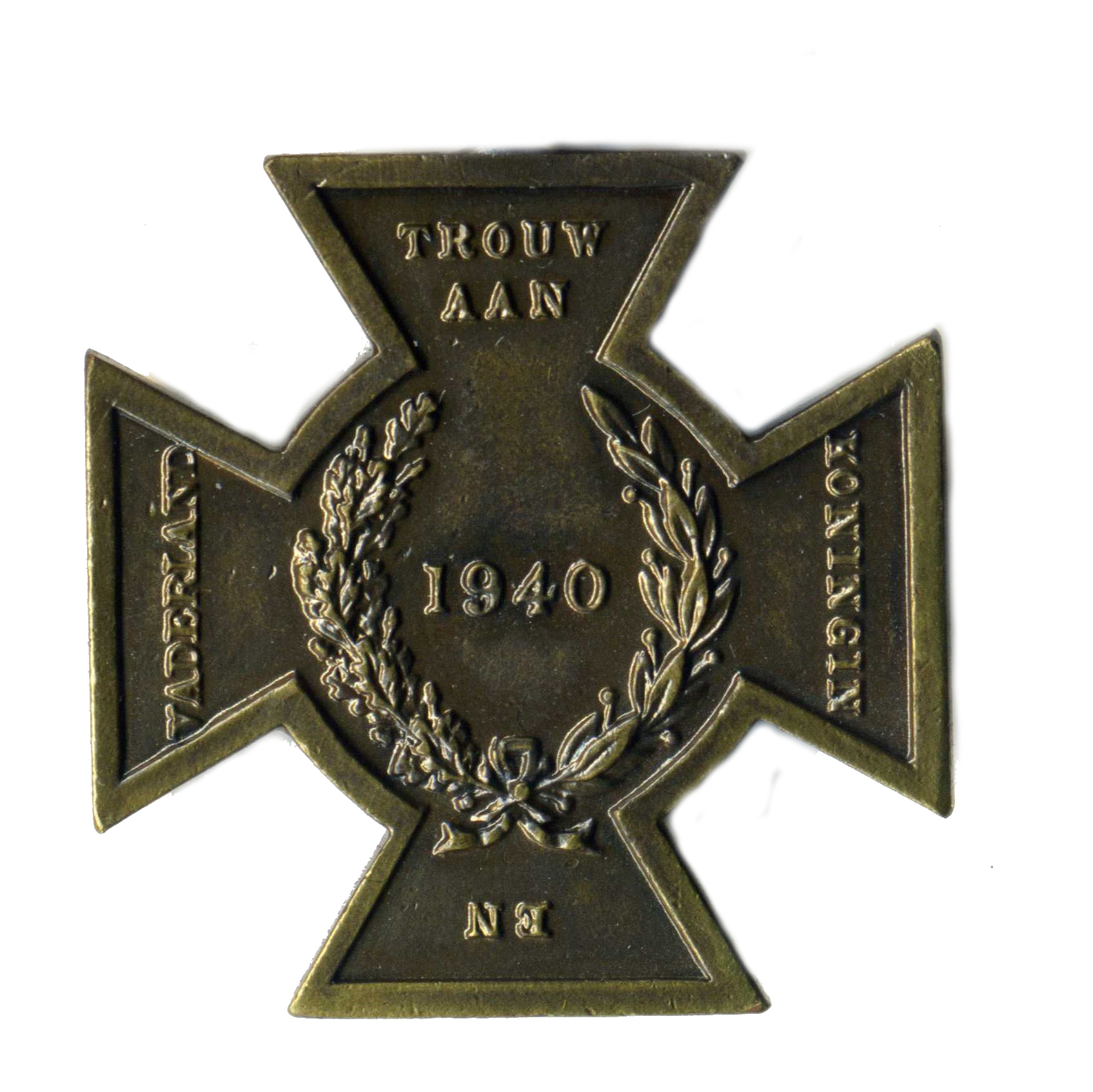
Bronzen Kruis Rijksmunt koningin achterzijde

### Type 4 Rijks Munt “koning”
Deze versie is in productie sinds 2014 en kenmerkt zich door een heldere gouden kleur en een glanzende patina. Deze medaille wijkt van de andere drie af doordat hij taps toeloopt van het centrum naar de armen toe. Bovendien is het centrum van de medaille afgeschuind en de bol voor ophanging is in vergelijking met zijn voorgangers fors. Herkenning van deze medaille is zeer simpel doordat deze als enige het woord “koning” voert. De voorzijde heeft een kleine kroon, een dun gestileerde W en het lint van de lauwerkrans waaiert asymmetrisch uit. De achterzijde kenmerkt zich door de rechter lauwerkrans die duidelijk gedetailleerd is en breder uitwaaiert. Het woord “aan” op de bovenste arm staat excentrisch iets naar links ten opzichte van het daarboven geplaatste woord “trouw”. De ingeslagen kenmerken zijn identiek aan de versie van Spink, waardoor voor het ontwerp waarschijnlijk een versie van Spink gebruikt is. De gesp is de recentste versie die gebruikt wordt bij moderne medailles. De speld is nu alleen in het midden aan het metalen plaatje gelijmd. De doos is de standaarddoos voor medailles, donkerblauw plastic, zonder voorgevormde blauwe voering. De gesp kan in de voering geklemd worden door een opstaand doorzichtig plastic knijpertje zodat de medaille gefixeerd is. In het deksel staat op een witte achtergrond “Kanselarij der Nederlandse Orden ’s-Gravenhage”.

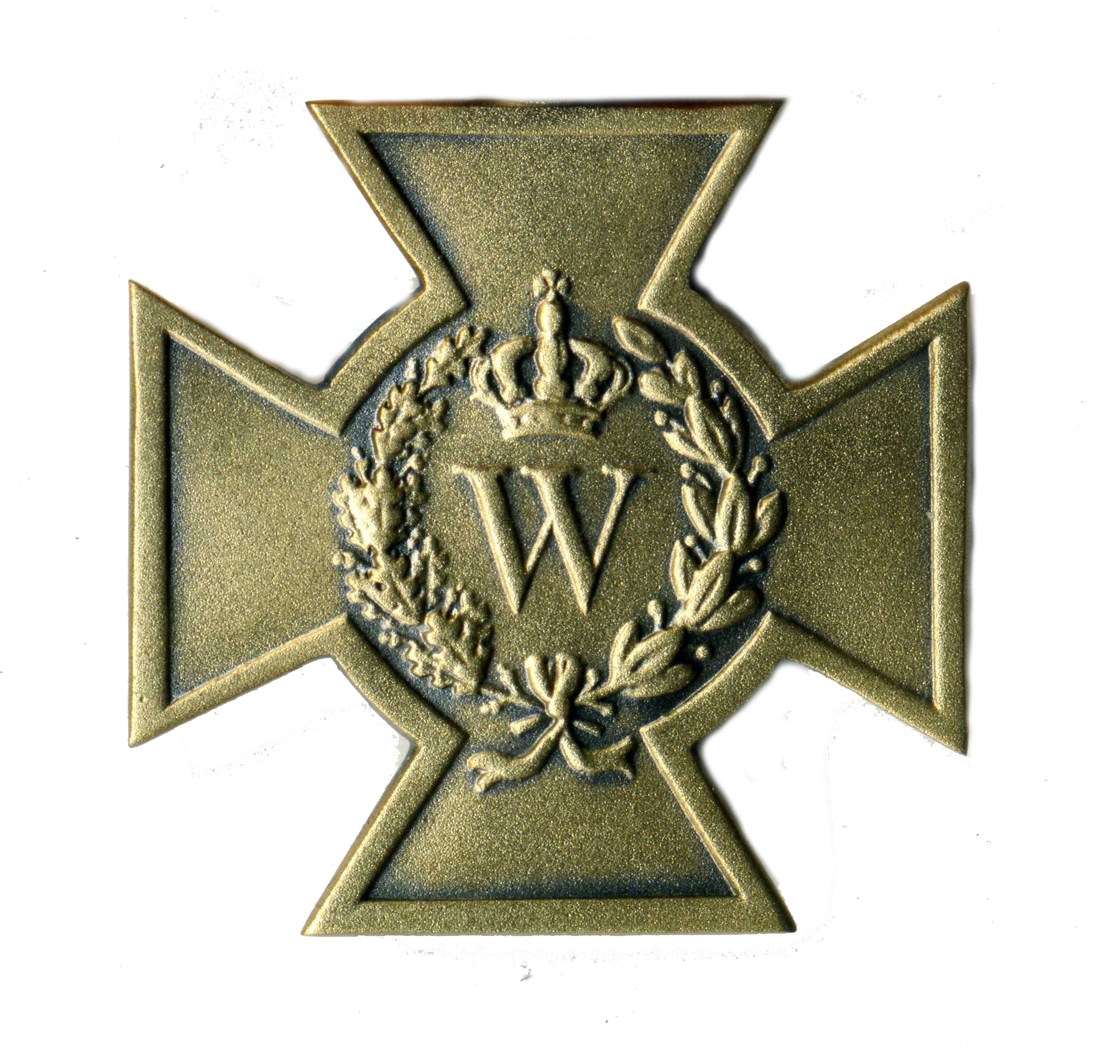
Bronzen Kruis Rijksmunt koning voorzijde
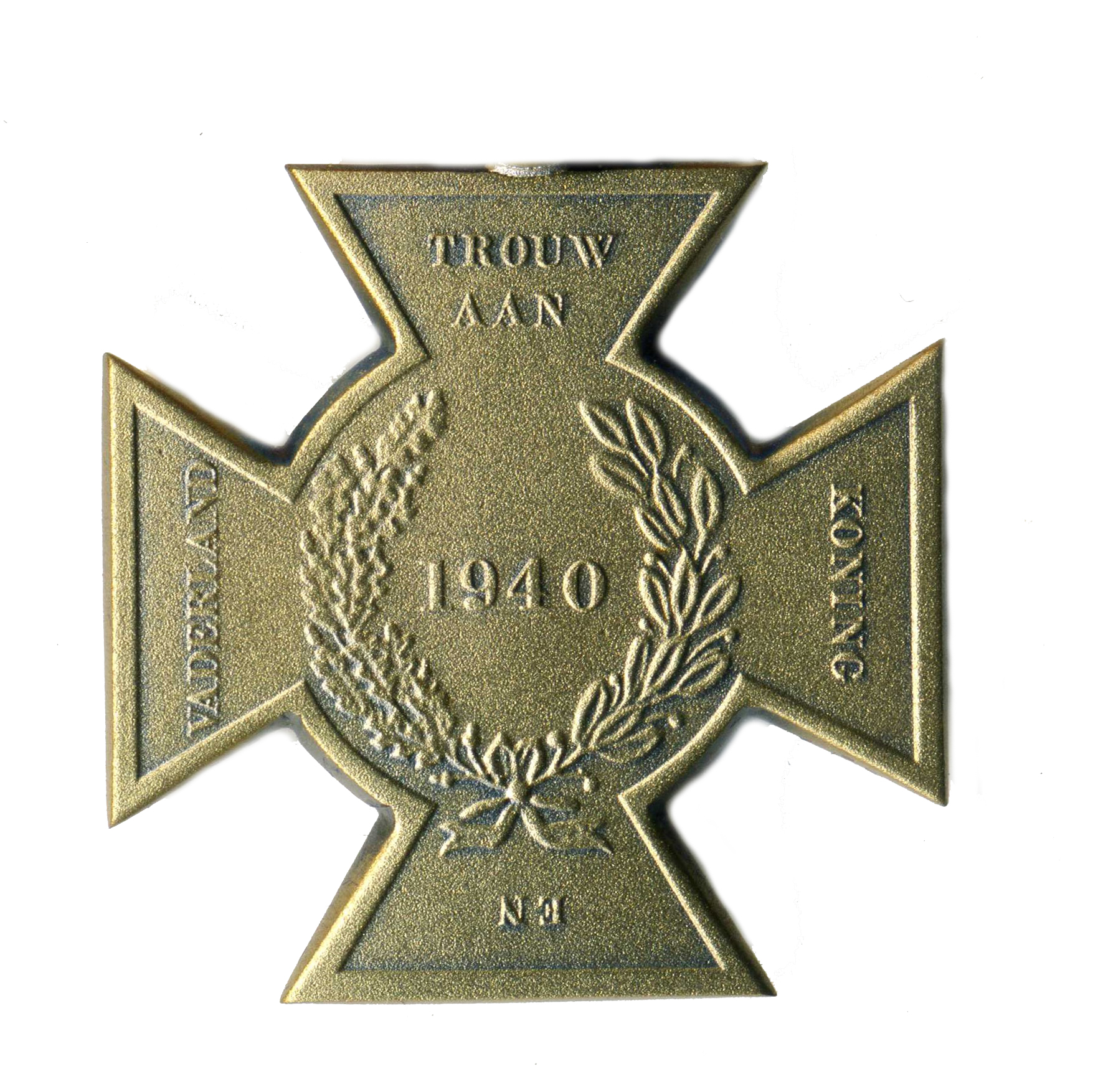
Bronzen Kruis Rijksmunt koning achterzijde